# Towarzystwo Fotografów Amatorów w Krakowie
Towarzystwo Fotografów Amatorów w Krakowie – polskie stowarzyszenie fotograficzne istniejące w latach 1902–1914.

## Historia
Towarzystwo Fotografów Amatorów w Krakowie utworzono w 1902 roku. Zalążkiem powstania stowarzyszenia była pierwsza wystawa fotografii w Krakowie, zainicjowana przez Ludwika Szczepańskiego. Pokłosiem wystawy było utworzenie krakowskiego Towarzystwa Fotografów Amatorów, w skład którego weszli między innymi uczestnicy wystawy. Stowarzyszenie miało do dyspozycji własną siedzibę, usytuowaną przy ulicy Wolskiej 18 w Krakowie. Lokal był wyposażony w kilka ciemni fotograficznych, dysponował pracownią dzienną oraz salą przeznaczoną do odbywania zebrań członków TFA. 
Towarzystwo Fotografów Amatorów w Krakowie ściśle współpracowało z utworzonym w 1903 roku Lwowskim Towarzystwem Fotograficznym. Współpraca polegała przede wszystkim na wymianie wystaw fotograficznych. Wespół z LTF, stowarzyszenie dysponowało swoją agendą – Miesięcznikiem Fotograficznym, wydawanym w latach 1907–1911.
Po wybuchu I wojny światowej – w pierwszych tygodniach konfliktu Towarzystwo Fotografów Amatorów w Krakowie zawiesiło swoją działalność. Wielu członków stowarzyszenia zostało powołanych na front. Pozostali członkowie spotykali się jeszcze przez krótki czas w księgarni prowadzonej przez Mariana Krzyżanowskiego – od czasu do czasu organizując indywidualne prezentacje swoich fotografii.

## Pierwszy Zarząd TFA
- Jan Wygrzywalski – prezes Zarządu[2]
- Marian Krzyżanowski – wiceprezes Zarządu[2]
- Gustaw Steingraber – wiceprezes Zarządu[2]

## Członkowie
- Piotr Bojarski
- Teofil Flis
- Gabriel Habliński
- Tadeusz Rząca
- Antoni Tuch
- Józef Sebald

Źródło